# Stephen Street
Stephen Street (* 29. března 1960, Hackney, Londýn, Spojené království) je anglický hudební producent. Svou kariéru zahájil koncem sedmdesátých let, kdy hrál na baskytaru v různých kapelách v okolí Londýna. Později začal pracovat v nahrávacím studiu jako zvukový inženýr. Následně se stal producentem. Produkoval například nahrávky skupin The Darling Buds, Kaiser Chiefs, Blur, The Cranberries a Suede. Podílel se také na mixování alba John Cale Comes Alive (1984) velšského hudebníka Johna Calea.